# 지앤푸드
GN 푸드는 대한민국의 식음료업 기업이다. 지난 2005년 《굽네치킨》으로 출발해 본격적인 외식전문 기업으로 발돋움하고 있다.

## 연혁
- 2018년 11월 베트남 진출, 호치민점 오픈
- 2018년 9월 말레이시아 진출, 쿠알라룸푸르 mytown점 오픈
- 2018년 7월 마카오 쾌자기점 오픈
- 2018년 3월 인도네시아 진출, 자카르타 pik점 오픈
- 2018년 2월 광주 아카데미 설립
- 2017년 11월 홍콩 정관오점 오픈
- 2017년 9월 김해 아카데미 설립
- 2017년 5월 청소년 장학생 후원 (매월 60명 지원)
- 2017년 4월 마카오 타이파점 오픈
- 2017년 3월 일본 도쿄 가부키초점 오픈
- 2017년 2월 용인 아카데미 설립
- 2016년 12월 일본 진출, 도쿄 신오쿠보점 오픈
- 2016년 10월 홍콩 센트럴점 오픈
- 2016년 9월 홍콩 코즈웨이베이점 오픈
- 2016년 5월 홍콩 취난점 오픈
- 2016년 4월 계룡 물류센터, 계룡 아카데미 설립
- 2015년 10월 홍콩 몽콕점 오픈
- 2015년 5월 청소년 장학생 후원 (매월 60명 지원)
- 2015년 4월 초록우산 어린이재단 협약식
- 2014년 11월 굽네치킨 홍콩 진출, 홍콩 침사추이점 오픈
- 2014년 6월 본사를 서울특별시 양천구 공항대로 644 (목동)으로 이전.
- 2013년 5월 고양, 파주지역 범죄피해자연합회 후원
- 2013년 5월 청소년 장학생 후원 (매월 60명 지원)
- 2012년 5월 청소년 장학생 후원 (매월 60명 지원)
- 2012년 4월 서울고용노동청과 "배달용 이륜차 재해예방" 업무협약 체결
- 2012년 3월 김포경찰서 "학교폭력 예방 및 신고 활성화" 업무협약 체결
- 2011년 3월 청소년 장학생 후원 (매월 60명 지원)
- 2011년 1월 (주) GN FOOD(지엔푸드)로 회사명 변경
- 2010년 11월 베트남 엔뚜이 지역 아동 1,000명 매월 지원
- 2010년 5월 청소년 장학생 후원 (매월 45명 지원)
- 2009년 12월 제 14회 아시아태평양 소폐업자대회 후원
- 2009년 12월 사회복지 공공 모금회 (사랑의 열매) 기부
- 2009년 9월 굽네치킨 용인물류센터 설립
- 2009년 9월 제 1회 굽네치킨배 전국동호인 테니스대회 개최
- 2009년 8월 물류법인 (주)맛있는 서비스 별도 법인 설립
- 2009년 8월 굽네치킨 정읍물류센터 설립
- 2009년 4월 정읍생산공장 설립
- 2009년 3월 청소년 장학생 후원 (매월 37명 지원)
- 2008년 11월 사단법인 생명의 숲 후원 (숲 가꾸기 운동)
- 2008년 4월 대구경북사업부 가산물류센터 설립
- 2008년 5월 청소년 장학생 후원 (매월 25명 지원)
- 2007년 11월 사단법인 프렌차이즈협회 정회원 가입
- 2007년 1월 중부사업부 유성물류센터 설립
- 2008년 7월 중부사업부 광주물류센터 설립
- 2006년 9월 영남사업부 대구물류센터 설립
- 2005년 3월 본사 설립

## 매장 지역
- 서울특별시 : 170

개
- 부산광역시 : 77개
- 대구광역시 : 45개
- 인천광역시 : 51개
- 광주광역시 : 34개
- 대전광역시 : 33개
- 울산광역시 : 27개
- 세종특별자치시 : 5개
- 경기도 : 253개
- 강원특별자치도 : 45개
- 충청북도 : 35개
- 충청남도 : 42개
- 전라북도 : 39개
- 전라남도 : 46개
- 경상북도 : 59개
- 경상남도 : 79개
- 제주특별자치도 : 18개

## 수상
2018년
10월 중앙일보 ‘2018 소비자의 선택’ 치킨전문점 6년 연속 선정
7월 한국소비자포럼 주최 ‘2018 올해의 브랜드 대상’ 9년 연속 선정
03월 매일경제 '매경 100대 프랜차이즈' 수상
1월 지앤푸드, 고용노동부 주최 '청년친화 강소기업' 인증
2017년
11월 중앙일보 ‘2017 소비자의 선택’ 치킨전문점 5년 연속 선정
9월 한국소비자포럼 주최 ‘2017 올해의 브랜드 대상’ 8년 연속 선정
03월 매일경제 '매경 100대 프랜차이즈' 수상
1월 아시아경제 '2017 아시아소비자대상' 치킨 부문 최우수상 수상
2016년
11월 중앙일보 ‘2016 소비자의 선택’ 치킨전문점 4년 연속 선정
10월 한국소비자포럼 주최 ‘2016 올해의 브랜드 대상’ 7년 연속 선정
1월 아시아경제 '2016 아시아소비자대상' 치킨 부문 최우수상 수상
2015년
11월 중앙일보 ‘2015 소비자의 선택’ 치킨전문점 3년 연속 선정
10월 한국소비자포럼 주최 ‘2015 올해의 브랜드 대상’ 6년 연속 선정
3월 매일경제 ‘매경 100대 프랜차이즈’ 수상
2014년
10월 2014 제2회 미래창조경영우수기업 고용노동부장관 표창 수상
9월 중앙일보 '2014 소비자의 선택' 치킨전문점 2년 연속 선정
9월 한국소비자포럼 '2014 올해의브랜드대상' 오븐치킨부문 5년 연속 선정
2013년
10월 한국소비자포럼 '2013 올해의 브랜드 대상' 수상
10월 중앙일보 '2013 소비자의 선택' 수상
2012년
12월 2012 우수 외식기업 대형 가맹사업자 부문 우수상 수상
07월 제1회 인구의날 및 제3회 아이낳기 좋은세상 운동경진대회 보건복지부 장관상 수상
04월 경기도지사 표창장 수상 (2012 이웃돕기 유공자 포상 및 성금 전달식)
03월 2012 행복더함 사회공헌대상 지역사회공헌부문 대상 수상
2011년
11월 한국프랜차이즈 대상 국무총리상 수상
11월 GWP(Great Work Place) 대한민국 일하기 좋은 100대 기업 판매유통부분 대상 수상
9월 2011 프랜차이즈&라이센싱 아시아 어워드(FLA) 인터내셔널 프랜차이즈상 수상
6월 우리지역일하기좋은기업선정
2010년
12월 2010 경기도 일하기 좋은 10대 기업 대상
9월 제 1회 아이낳기좋은세상운동경진대회 국무총리 표창수상
5월 경영혁신형 중소기업선정
2009년
12월 국가경쟁력대상 기업대상 프랜차이즈 부문 수상
6월 한국 프랜차이즈협회대상 중소기업청장상 수상
4월 2009 한국윤리경영대상 고객만족경영부문 수상
3월 희망2009 나눔캠페인 경기도지사 표창장
2008년
6월 한국 프랜차이즈 협회 대상 한국 프랜차이즈 협회회장상

## 본점 및 지점 현황
- 본점: 서울특별시 양천구 공항대로 644 (목동)
- 통진지점: 경기도 김포시 통진읍 서암로 109, 라동
- 송도지점: 인천광역시 연수구 인천타워대로 323, 상가동 D119호, D215호 (송도동, 송도센트로드)
- 용인지점: 경기도 용인시 처인구 포곡읍 백옥대로1800번길 1
- 김해지점: 경상남도 김해시 진례면 테크노밸리로 122
- 광주지점: 광주광역시 광산구 진곡산단중앙로 181 (진곡동)
- 가산점: 경상북도 칠곡군 가산면 송신로 284-1
- 제주지점: 제주특별자치도 제주시 애월읍 애월로 27-1
- 연남지점: 서울특별시 마포구 동교로 247 (연남동)
- 발산지점: 서울특별시 강서구 강서로 318 (내발산동)